# Warneckea amaniensis
Warneckea amaniensis är en tvåhjärtbladig växtart som beskrevs av Ernest Friedrich Gilg. Warneckea amaniensis ingår i släktet Warneckea och familjen Melastomataceae.
Artens utbredningsområde är Tanzania. Inga underarter finns listade i Catalogue of Life.